# Pycnomerus microphtalmus
Pycnomerus microphtalmus is een keversoort uit de familie somberkevers (Zopheridae). De wetenschappelijke naam van de soort werd in 1980 gepubliceerd door Roger Dajoz.